# Parisades I
Parisades o Perisades (en llatí Paerisades, en grec antic Παιρισάδης) va ser un rei del Bòsfor Cimmeri.
Era fill de Leucó del Bòsfor i va succeir al seu germà Espàrtoc II en una data entre el 348 aC i el 339 aC, amb el que abans havia regnat conjuntament. Va regnar uns 38 anys potser fins al 311 aC. Poques coses es coneixen del seu regnat però consta que circa el 333 aC va estar en guerra contra els escites de la frontera del regne. Va ser amic dels atenencs, amistat iniciada pel seu pare Leucó. Era tan estimat pels seus súbdits, que a la seva mort, després d'un regnat suau i equitatiu, va rebre honors divins, segons diu Estrabó.
Va deixar tres fills, Sàtir (que va regnar amb el nom de Sàtir II), Eumel i Pritanis, i tots tres van ser reis.